# Belagavi, Shikarpur
Belagavi là một thành phố thuộc tehsil Shikarpur, huyện Shimoga, bang Karnataka, Ấn Độ.
Thành phố này là trung tâm thương mại nhộn nhịp bên tuyến Quốc lộ, với mạng lưới đường sắt kết nối phía Bắc với Pune (Poona) và phía Nam với Bengaluru (Bangalore). Belagavi sở hữu ngành công nghiệp đa dạng bao gồm dệt bông, da, gốm sứ, xà phòng, đất sét và các sản phẩm kim loại. Shahpur nổi tiếng với nghề thủ công làm vàng và bạc. Gần đó, Sambre có một sân bay. Thành phố cũng có các trường cao đẳng chuyên ngành thương mại, khoa học, giáo dục, luật và y học, trong đó có Trường Cao đẳng Y khoa Jawaharlal Nehru, đều liên kết với Đại học Karnatak ở Hubballi-Dharwad, nằm ở phía Đông Nam. Dân số tính đến năm 2001 là 399,653 người cho khu vực thành phố và 506,480 người cho khu vực đô thị, còn năm 2011 là 488,157 người cho thành phố và 610,350 người cho khu vực đô thị.